# Бжезьце (Опольське воєводство)
Бжезьце (пол. Brzeźce, нім. Brzezetz, 1932-45: Birken) — село в Польщі, у гміні Берава Кендзежинсько-Козельського повіту Опольського воєводства.
Населення — 613 осіб (2011).

## Демографія
Демографічна структура станом на 31 березня 2011 року:
|          | Загалом | Допрацездатний вік | Працездатний вік | Постпрацездатний вік |
| -------- | ------- | ------------------ | ---------------- | -------------------- |
| Чоловіки | 288     | 52                 | 206              | 30                   |
| Жінки    | 325     | 52                 | 201              | 72                   |
| Разом    | 613     | 104                | 407              | 102                  |